# Pueblo cumanagoto
Los cumanagotos eran una etnia de la rama caribe que vivía en el centro y centro-oriente de Venezuela hasta la costa del Mar Caribe al momento en que llegaron los europeos a sudamérica. Vivían ante todo en la región que hoy en día es Anzoátegui y Sucre.
El conquistador Garci González de Silva realizó en 1579 y 1580 dos expediciones de ataque contra los cumanagotos que habitaban en los valles del Tuy.
Alexander von Humboldt los identificó como uno de los principales grupos indígenas en la provincia de Nueva Andalucía. Siguieron siendo un pueblo claramente distinto hasta después de la independencia de Venezuela. Para 1822 había unos veintiséis individuos de esta etnia en la zona al oeste de Cumaná.
En la actualidad, se estima que la población cumanagota ronda los 50 000 individuos, y muchos de ellos siguen manteniendo sus tradiciones y costumbres ancestrales permaneciendo en ciudades, poblados urbanizados y rurales en su mayoría al oriente del país, ya integrados al modelo de sociedad occidental, pero aún manteniendo su cultura y costumbres.
En la actualidad, el pueblo cumanagoto mantiene sus rituales y tradiciones enraizados en su evolución ancestral, como la danza de los cuatro elementos —tierra, fuego, aire y agua—, originaria de la población indígena de Guaimacuar, en El Pilar de Barcelona.

## Idioma
Los cumanagotos compartían un idioma en común con la mayoría de los caribes andinos-orientales (como por ejemplo, los guaiqueríes y caracas), el mayormente conocido como choto maimur, pero actualmente existen diversos proyectos para la recuperación y revitalización de dicho idioma. En la actualidad gracias a sus proyectos de revitalización se pide que sea llamado itoto majun.

## Alimentación
Los alimentos ancestrales  venezolanos y más conocidos de los antiguos indígenas que se conservan al día de hoy son el casabe, del cual se elaboraba a base de yuca. La Erepa que en la lengua indígena cumanagota significado maíz y conocida al día de hoy como (arepa) que elaboraban mediante el proceso de cocinado del maíz en agua, que una vez blando lo molían con piedra, creando así una especie de masa a la que le daban formar circular y aplastada y era cocinada en aripos sobre fogón.  